# بول سيمون كريستيانسن
بول سيمون كريستيانسن (بالدنماركية: Poul S. Christiansen)‏ هو رسام دنماركي، ولد في 20 أكتوبر 1855 في ، وتوفي في 14 نوفمبر 1933 في كوبنهاغن في الدنمارك.

## معرض صور

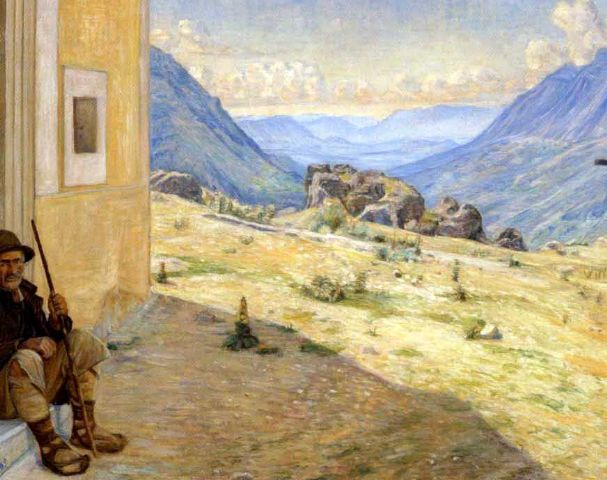
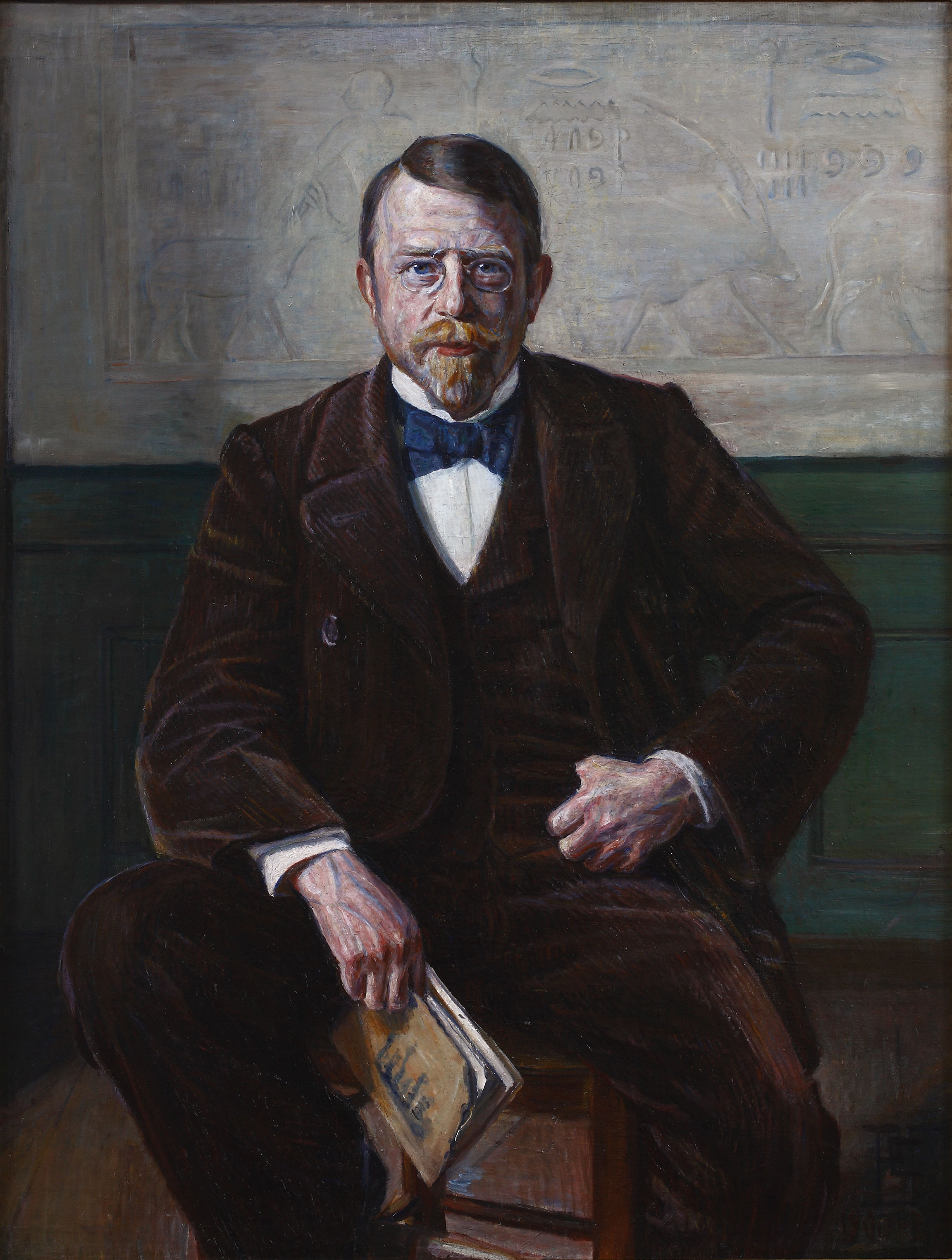
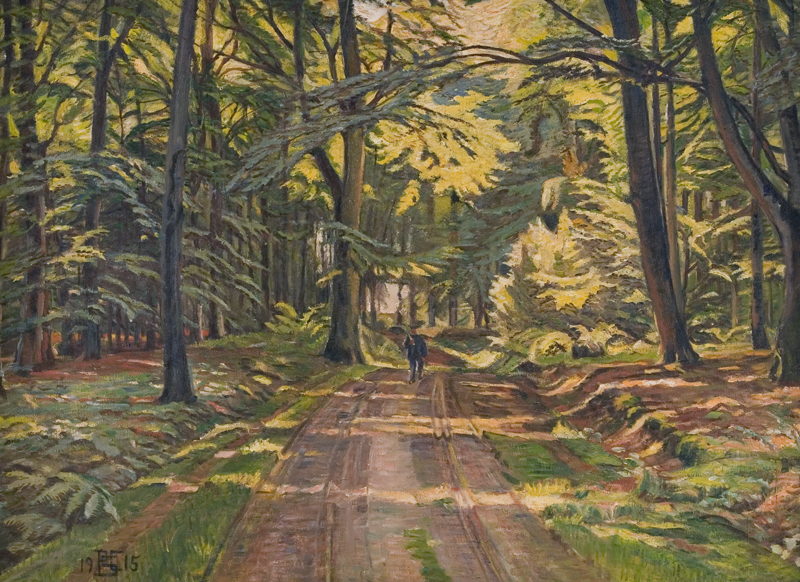
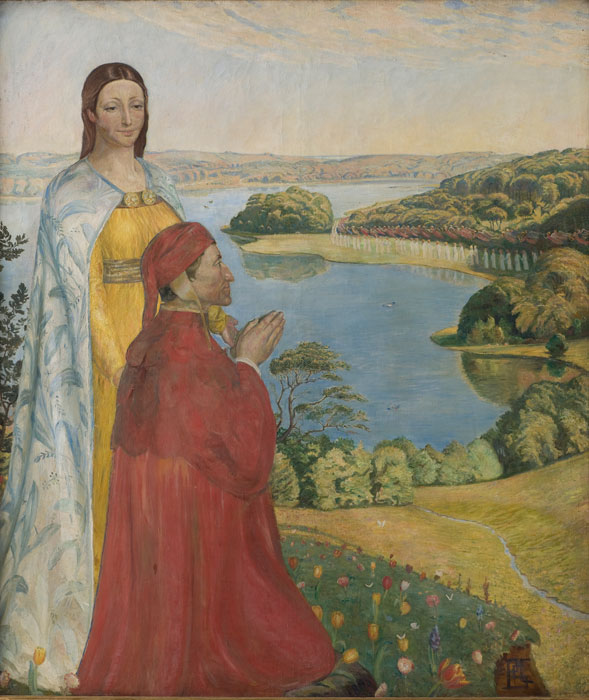